# Maison-Blanche (Kirghizistan)
Pour les articles homonymes, voir Maison-Blanche (homonymie).
La Maison-Blanche est le palais présidentiel du Kirghizistan située dans le centre de la capitale, Bichkek. La Maison Blanche a été le théâtre d'émeutes pendant la révolution des tulipes de 2005 et la révolution kirghize de 2010. Au cours des émeutes de 2010, un incendie s'est déclaré et a endommagé des parties du bâtiment et détruit les copies papier de nombreux documents gouvernementaux.

## Le bâtiment
La Maison-Blanche est un grand bâtiment de sept étages construit dans un style moderne stalinien, utilisant le bâtiment du STO (Gosplan, Duma) à Moscou comme modèle. L'extérieur est recouvert de marbre. Devant le bâtiment se trouve un grand lit de fleurs rouges représentant les liens soviétiques du pays. 
Il y aurait un complexe souterrain sous la place Ala-Too (anciennement la place Lénine) connecté à la Maison-Blanche via une série de tunnels souterrains. Sur le devant du bâtiment se trouve l'emblème de la nation. Avant la chute du communisme, l'endroit était couvert par l'emblème qui était en usage à l'époque communiste.

## Histoire

### Construction
Le bâtiment a été commandé en 1976 pour être le siège du Comité central du Parti communiste. La construction a duré huit ans et a été achevée en 1985. C'est censément dans ce bâtiment qu'Askar Akayev a étudié "la situation" pendant l'effondrement du communisme,. 

### Émeutes de 2005
La révolution des Tulipes fait référence à une série de manifestations qui ont finalement renversé le président Askar Akayev et son gouvernement. Le jeudi 24 mars 2005, les manifestations se sont étendues à Bichkek, où une grande foule de dizaines de milliers de personnes s'est rassemblée devant la Maison-Blanche. Lorsque les forces de sécurité et les provocateurs progouvernementaux ont commencé à frapper un certain nombre de jeunes manifestants aux premiers rangs, la foule principale derrière eux a resserré les rangs et un grand nombre de jeunes ont balayé les forces de sécurité et ont fait irruption dans le siège du gouvernement. Juste au moment où un compromis semblait avoir été conclu entre les manifestants et les services de sécurité, une charge montée par la cavalerie gouvernementale dispersa la foule. Le président Akayev a utilisé ce temps pour enfuir avec sa famille par hélicoptère au Kazakhstan, d'où il s'est ensuite envolé pour Moscou.

### Révolution de 2010

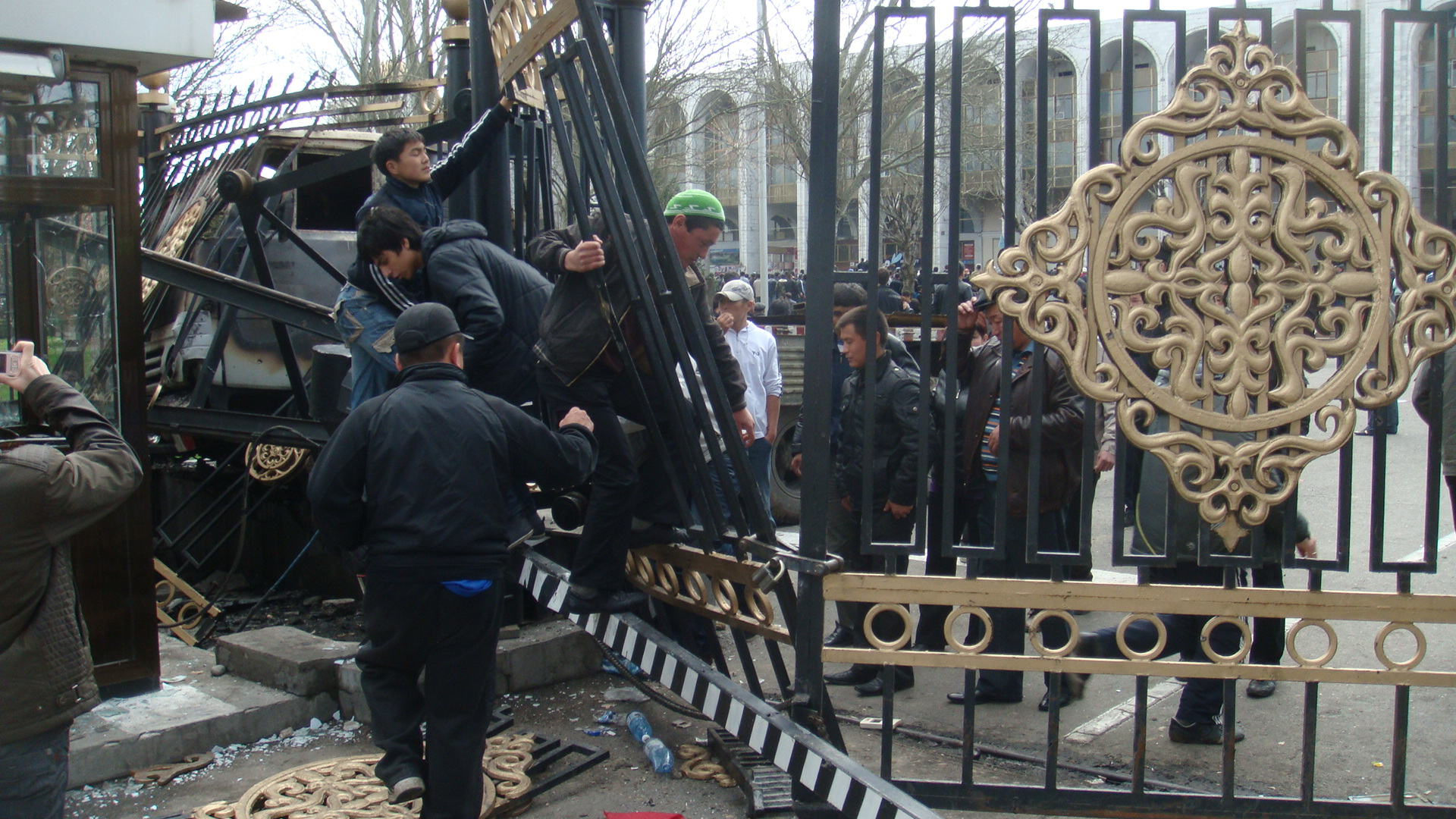
Émeutes à la Maison-Blanche en 2010

En 2010, le bâtiment est devenu le centre de la révolution. Le 7 avril, les manifestants de Bichkek ont rempli la place Ala-Too et ont encerclé la Maison-Blanche,. La police a d'abord utilisé des méthodes non létales comme des gaz lacrymogènes, mais après que deux camions aient tenté de faire tomber la porte, des munitions réelles furent utilisées,. Au moins quarante et un manifestants ont été tués dans l'engagement qui a suivi,. Après que les protestations se soient calmées, le bâtiment a été repris par le gouvernement provisoire. Au lendemain des émeutes, il a été déterminé qu'un incendie qui a balayé le bâtiment avait détruit les documents qui se trouvaient dans le bâtiment. Cette destruction compliquera probablement les poursuites contre l'ancien président Kurmanbek Bakiev.

### Pages connexes
- Résidence d'État
- Architecture stalinienne

### Sources
- Cavendish, Marshall (en) (2006) : World and Its Peoples: The Middle East, Western Asia, and Northern Africa (2006 ed.). Marshall Cavendish.  (ISBN 978-0-7614-7571-2). - Total pages: 1586
- Mikosz, David (2005) : "Anatomy of a Civic Uprising". Democracy at Large. 1 (3): 24–25. ISSN 1552-9606. Retrieved 4 May 2010.
- Mitchell, Laurence (2008) : The Bradt Travel Guide: Kyrgyzstan (2008 ed.). Bradt Travel Guides.  (ISBN 978-1-84162-221-7). - Total pages: 320